# Pocas
Manuel dos Anjos, plus communément appelé Pocas, est un footballeur portugais né le 18 mars 1913 à Chaves et mort à une date inconnue. Il évoluait au poste de milieu de terrain.

## Biographie

### En club
Pocas est joueur du FC Porto de 1935 à 1946,.
Porto remporte le Campeonato de Portugal' en 1937, c'était une compétition nationale se déroulant sous un format proche de celui de la Coupe du Portugal actuelle,.
Avec Porto, Pocas est sacré Champion du Portugal en 1939 et en 1940,.
Il dispute un total de 151 matchs pour 3 buts marqués en première division portugaise,. 

### En équipe nationale
International portugais, il reçoit une unique sélection en équipe du Portugal : le 16 mars 1941, il joue contre l'Espagne (défaite 1-5 à Bilbao).

## Palmarès
FC Porto
- Championnat du Portugal (2) :
  - Champion : 1938-39 et 1939-40.

- Campeonato de Portugal (1) :
  - Vainqueur : 1936-37.